# Riera de Gualba
La riera de Gualba, dita més amunt riera de Santa Fe, és un curs fluvial de la comarca del Vallès Oriental, afluent per l'esquerra de la Tordera, aigua avall de Sant Celoni. Integrada dins de l'àrea protegida del Parc Natural del Montseny, la riera neix als vessants meridionals del turó de Morou i drena el terme de Gualba.

## Descripció
La riera s’origina amb les aigües de l'alta vall de Santa Fe. Travessa la vall on és coneguda com la riera de Santa Fe. S'hi ha dos embassaments. El superior, l'Estanyol, més petit, està reblert amb materials arrossegats per les aigües. L'inferior, el Pantà de Santa Fe, es fa servir per a l'aprofitament hidroelèctric. Després del pantà, la riera deixa la vall i entra en el terme de Gualba. Aigües avall la riera és coneguda pels salts d'aigua i els gorgs espectaculars, com el Gorg Negre, punt de llegendàries reunions de bruixes i el Salt de Gualba amb una caiguda per un terreny esglaonat de 133 m d'altura en tres trams. Després de travessar la població de Gualba de Dalt segueix fins a desembocar a la Tordera, prop de Gualba de Baix, en total uns 12 km.

## Vegetació

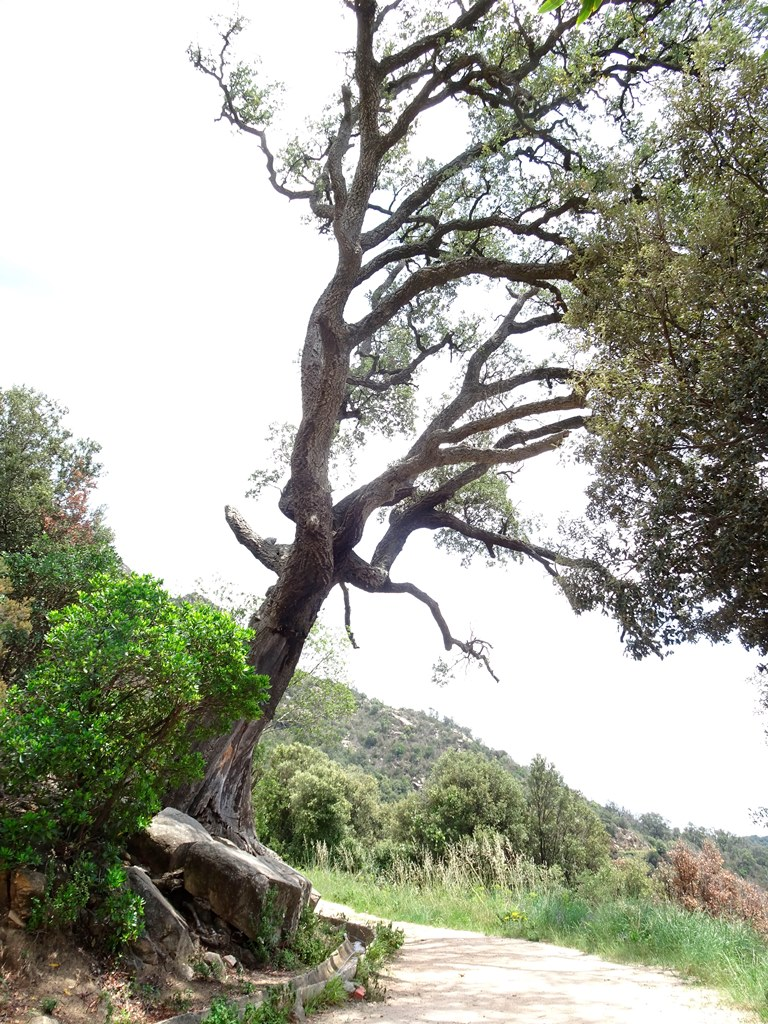
El suro de la Pedra

La vegetació és dominada pels boscos de fageda i avets a la vall de Santa Fe i pels alzinars, suredes i pinedes a la part mitjana i baixa de la riera. A les riberes dominen les vernedes i en els sots les freixenedes. L'arbre mes espectacular és el Suro de la Pedra, situat enmig del passeig de la Riera, un camí que transcorre pel costat de la riera de Gualba. A més de ser molt gran té les arrels encastades a les escletxes d’una pedra.

## Accés
El PR C-211 és el sender de referència. D'uns 15 km de llargada, connecta l'estació de Gualba amb la vall de Santa Fe.

## La llegenda del Gorg negre
Així Eugeni d'Ors es refereix a l'indret del Gorg Negre:
| «                                                                   | Gualba és terra de bruixes. Les bruixes de Gualba fan son dissabte allà dalt, al gorg Negre. L'aigua dorm, negra, al gorg Negre. Mes si amb dues estelles féssiu una creu, i la gitéssiu a l'aigua negra del gorg Negre, veuríeu que l'aigua arrenca en bullida i fa molt de sinistre remor i es cargola i escomeja, fins que la creu salta fora d'ella, lluny. L'esperit del mal dorm sota les verdors musicals de Gualba. | » |
| — Eugeni d'Ors, Gualba, la de mil veus, 1915; Quaderns Crema, 2012. | |   |